# 冨永恒雄
冨永 恒雄（とみなが つねお、1959年10月20日 - ）は、日本のアニメーション演出家、アニメ監督。東京デザイナー学院卒。サンライズで制作進行を務めたのち、演出家としてマジックバスに入社。アダルト作品を手がける際の名義は「富井恒」「冨辰吉」などがある。

## 参加作品

### テレビアニメ
1984年
- ガラスの仮面（演出）

1985年
- うる星やつら (1981)（演出）

1987年
- シティーハンター（絵コンテ・演出）

1989年
- シティーハンター2（演出）

1992年
- お〜い!竜馬（絵コンテ・演出）
- 伝説の勇者ダ・ガーン（絵コンテ・演出）
- ボーイフレンド（絵コンテ）
- 横山光輝 三国志（絵コンテ）

1993年
- 忍たま乱太郎（絵コンテ・演出）
- 勇者特急マイトガイン（絵コンテ）

1995年
- 獣戦士ガルキーバ（絵コンテ）

1997年
- 学級王ヤマザキ（監督）
- マッハGoGoGo（監督・絵コンテ）

1998年
- トライガン（絵コンテ）

1999年
- カードキャプターさくら（絵コンテ）
- トラブルチョコレート（監督・絵コンテ）

2001年
- 超GALS!寿蘭（絵コンテ）

2002年
- 円盤皇女ワるきゅーレ（絵コンテ）
- 幻魔大戦 神話前夜の章（監督・絵コンテ・演出）
- 爆闘宣言ダイガンダー（演出）
- バロムワン（監督・絵コンテ）
- 魔王ダンテ（絵コンテ）
- 陸上防衛隊まおちゃん（絵コンテ）

2003年
- シンデレラボーイ（監督・絵コンテ）
- ぽぽたん（絵コンテ）

2005年
- IZUMO -猛き剣の閃記-（監督・絵コンテ）
- SHUFFLE!（絵コンテ）
- らいむいろ流奇譚X CROSS〜恋、教ヘテクダサイ。〜（監督・絵コンテ）

2006年
- 頭文字D Fourth Stage（監督・絵コンテ）
- 銀河鉄道物語 〜永遠への分岐点〜（監督・絵コンテ）
- 恋する天使アンジェリーク 〜心のめざめる時〜（絵コンテ）

2007年
- GR-GIANT ROBO-（絵コンテ）
- SHUFFLE! MEMORIES（絵コンテ）
- 湾岸ミッドナイト（監督・絵コンテ）

2008年
- 君が主で執事が俺で（絵コンテ）

2009年
- 蒼天航路（監督・絵コンテ）

2012年
- ふるさと再生 日本の昔ばなし（絵コンテ・演出）
- NARUTO -ナルト- 疾風伝（第272話・第278話演出）

2014年
- デュエル・マスターズ VS（絵コンテ・演出）
- 魔弾の王と戦姫（絵コンテ）

2015年
- がっこうぐらし!（演出）

2016年
- おそ松さん（演出）
- 斉木楠雄のΨ難（演出）
- ももくり（絵コンテ）
- フューチャーカード バディファイトDDD（絵コンテ・演出）

2017年
- トミカハイパーレスキュー ドライブヘッド 機動救急警察（絵コンテ・演出）
- 南鎌倉高校女子自転車部（絵コンテ）
- Dies irae（絵コンテ・演出）

2019年
- 不機嫌なモノノケ庵 續（演出）
- 通常攻撃が全体攻撃で二回攻撃のお母さんは好きですか?（絵コンテ・演出）
- とある科学の一方通行（演出）

2020年
- ミュークルドリーミー（演出）

2021年
- EDENS ZERO（演出）
- 現実主義勇者の王国再建記（絵コンテ）

2022年
- オリエント（演出）

2024年
- FAIRY TAIL 100年クエスト（演出）

### 劇場アニメ
1986年
- GREY デジタル・ターゲット（演出）
- 11人いる!（監督）

1988年
- うる星やつら 完結篇（演出）

2002年
- ギルステイン（監督・絵コンテ）

### OVA
1987年
- うる星やつら 夢の仕掛人 因幡くん登場! ラムの未来はどうなるっちゃ!?（絵コンテ・演出）
- 魔女っ子クラブ4人組 A空間からのエイリアンX（監督）

1988年
- 銀河英雄伝説（絵コンテ・演出）

1989年
- 神州魑魅変（絵コンテ）
- うる星やつら 月に吠える（絵コンテ・演出）
- 寒月一凍悪霊斬り（絵コンテ・演出）
- 海の闇、月の影（絵コンテ）

1991年
- 絶滅の島（絵コンテ）
- 有閑倶楽部（演出）

1994年
- 天地無用! 魎皇鬼（第二期）（演出）

1997年
- 綾音ちゃんハイキック!（絵コンテ・演出）
- 企業戦士YAMAZAKI（監督・脚本）

1999年
- BREAK-AGE（監督・脚本）

2004年
- Wind -a breath of heart-（監督・絵コンテ）